# Ståålfågel
Ståålfågel var ett svenskt rockband som bestod av Erik Fritjofsson, Petter Brundell och Micke Kjell. De var tidiga att använda syntar och trummaskiner. Deras första album Ståålfågel kom 1980.
Petter Brundell spelade därefter i Syster Lycklig, Maskinen för Blues och i Fågel Roc tillsammans med Micke Kjell.